# 中國種族主義
历史上，中国境内的种族问题十分复杂，主要集中在汉族和少数民族以及少数民族和少数民族之間的歧视与冲突，民族之间的歧视和仇恨引发了中国历史上的多次冲突，包括元朝时期的汉-蒙矛盾，清朝时期的汉-满矛盾。而在当代中国人概念开始和黄种人概念合流，种族主义和排外主义被联系在一起。

## 历史

### 古代

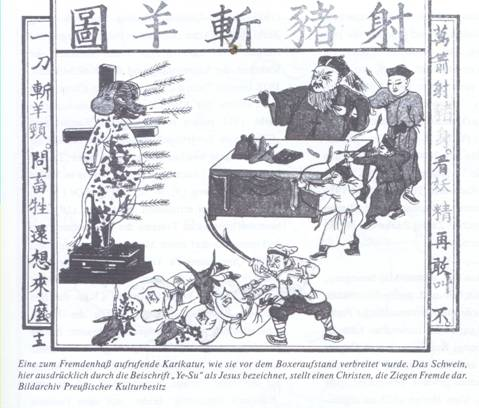
义和团运动的一幅宣传画展示变成猪和羊的洋人被清朝官员斩首

在古代和近代的一些文献中，关于非汉族人的描述往往是带有贬义色彩的。例如，在一篇唐代成书的《汉书》评论中，对于乌孙人的描述是“烏孫於西域諸戎其形最異。今之胡人青眼、赤須，狀類彌猴者，本其種也。”
一些不同民族间的冲突往往会引发种族仇殺战争。例如，在东晋时期的襄国之战中，冉魏的君主冉闵号召汉人对五胡，尤其是羯人，进行种族仇殺，以报复五胡对汉人的虐待政策。
760年天宝年间，安史之乱的叛军田神功率部进入扬州屠杀了城市中富裕的数千阿拉伯和波斯商人，被称為「上元元年扬州屠杀事件」。据希拉夫古城的阿拉伯历史学家阿布·扎伊德·哈桑记载，反唐农民军首领黄巢在攻陷广州后，率部下屠杀了12万至20万包括穆斯林、犹太人、基督徒和拜火教徒在内的外国商人，被称為「广州大屠杀」。1357年至1366年间，波斯军阀挑起的泉州亦思巴奚兵乱则导致不可计数的漢族、阿拉伯及波斯居民被屠杀。

### 現代
在当代中国，部分民族冲突即以民族主义运动的旗号发生，如2009年乌鲁木齐七五事件。实际上中国国内民族之间的歧视和仇恨一直存在，而且并不亚于其他存在民族和种族问题的国家。对于外国人，有評論認為现实和网络上存在对黑人的歧视言论，但同時社会对于黑人和白人则加以尊崇，盲目迷信長着外國臉孔的外教水平更優秀

#### 新疆再教育營爭議
自2014年恐怖襲擊事件發生之後，在中共中央總書記習近平領導下，興建新疆再教育營。2017年初開始，多家中文、英文、阿拉伯文媒體報道稱新疆當局已投入100萬左右的人到再教育營進行封閉式國民教育和職業培訓。一些國際人權組織也主張中國拘留數十萬人到再教育營。

#### 黑人歧視爭議
據《美國之音》報道，2015年后，中国网络上流行黑人祝福短视频。通常視頻中几名非洲黑人手举一块小黑板或纸牌、用中文对指定的个人或组织送上祝福。有人批評片中表演者收到的报酬数字不明，可能會被剥削。甚至有黑人在短視頻中用中文說「我是黑鬼，我智商低」，又認為在2020年新冠疫情期间，「生活在广州的黑人被禁止进入商店，他們被拘禁，而且是单独进行新冠病毒的检测。」
2016年，一部洗衣机广告中，一名黑人被装进洗衣机里洗成了中国人，引發外界批評。2018年和2021年的春节联欢晚会上，有演员通過將脸涂成黑色的方式扮演非洲人。这被一些人批評是是对黑人的冒犯。2018年9月，一段視頻顯示，一位在肯尼亞的中國人表示黑人难闻，而且當地人很穷、又蠢又黑。9月5日，該中國男子被逮捕並被肯尼亞當局驅逐出境。

#### 反犹太情绪
中华人民共和国反犹太主义的情况有些复杂，中国历史上没有反犹的土壤，但最近几十年里许多反犹阴谋论开始在中国传播。一些中国人相信犹太人秘密统治着世界，而且都很有商业头脑。

在巴以战争之后，反犹情绪更甚，甚至在网络上出现了洗白希特勒的相关言论。

#### 反满情绪
辛亥革命时期曾有革命军对满城的屠杀。

### 参加
- Fischer, Andrew Martin.  (PDF). CSRC Working Paper series (Crisis States Research Centre). 2005, (Working Paper no.68)  [26 September 2015]. （原始内容 (PDF)存档于2006-01-03）.
- Forbes, Andrew D. W. . Cambridge, UK: Cambridge University Press. 1986. ISBN 978-0-521-25514-1.
- Lin, Hsaio-ting. . UBC Press. 2011. ISBN 978-0-7748-5988-2.
- Nietupski, Paul Kocot. . Snow Lion Publications. 1999. ISBN 1-55939-090-5.
- Starr, S. Frederick. . M.E. Sharpe. 2004. ISBN 0-7656-1318-2.